# Chromodoris michaeli
Chromodoris michaeli is een slakkensoort uit de familie van de Chromodorididae. De wetenschappelijke naam van de soort is voor het eerst geldig gepubliceerd in 1998 door Gosliner & Behrens.